# Nedoceratop
El nedoceratop (Nedoceratops, "cara insuficientment banyuda") és un gènere de dinosaure ceratòpsid que visqué al període Cretaci superior a Nord-amèrica.
El clade només és conegut per un crani descrit per John Bell Hatcher l'any 1905. Durant molts anys se'l considerà una varietat de triceratop, però anàlisis recents suggereixen que es tracta d'un gènere diferent.